# اردک‌ماهی آمریکایی
اردک‌ماهی آمریکایی (نام علمی: Esox americanus) نام یک گونه از سرده اردک‌ماهی است.